# Університет Сан-Карлос
Університет Сан-Карлос (USAC) — найбільший та найстаріший університет Гватемали, четвертий університет, заснований в Америці.
Головний кампус розміщується в Університетському містечку, зоні 12 міста Гватемала. Є найбільшим у Центральній Америці. Університет також має філії в кожному з регіонів країни.

## Підрозділи
Нині Університет має 33 академічні підрозділи:
- 10 факультетів;
- 8 шкіл;
- 15 регіональних центрів;
- 1 Технологічний інститут вищої освіти;
- 1 Департамент технологічного обміну.

### Факультет
- Інженерний
- Агрономічний
- Медичних наук
- Економічних наук
- Юридичних і соціальних наук
- Архітектурний
- Біологічний та фармакологічний
- Гуманітарний[недоступне посилання з травня 2019]
- Ветеринарний і зоотехнічний
- Одонтологічний

### Школи
- Фізико-математична
- Лінгвістична
- Політична
- Комунікацій
- Психологічних наук
- Педагогічна (EFPEM)
- Історична
- Соціальної праці
- Вища школа мистецтв

## Відомі випускники

### Митці
- Мігель Анхель Астуріас (1899—1974) — лауреат Нобелівської премії з літератури (1967)
- Рікардо Архона — музикант, володар двох премій Греммі

### Глави держав

#### Гондурас
- Хуан Ліндо (1790—1857)
- Луїс Богран (1849—1895)
- Роберто Суасо Кордова (нар. 1927)

#### Гватемала
- Маріано Гальвес (1794—1862)
- Педро де Айсінена-і-Піньйоль (1802—1897)
- Марко Вінісіо Черезо Аревало (нар. 1942)
- Альваро Колом (нар. 1951)
- Алехандро Джамматеї (нар. 1956)

#### Сальвадор
- Хосе Марія Дельгадо (1767—1832)

#### Чилі
- Антоніо Хосе де Ірісаррі (1786—1868)

## Галерея

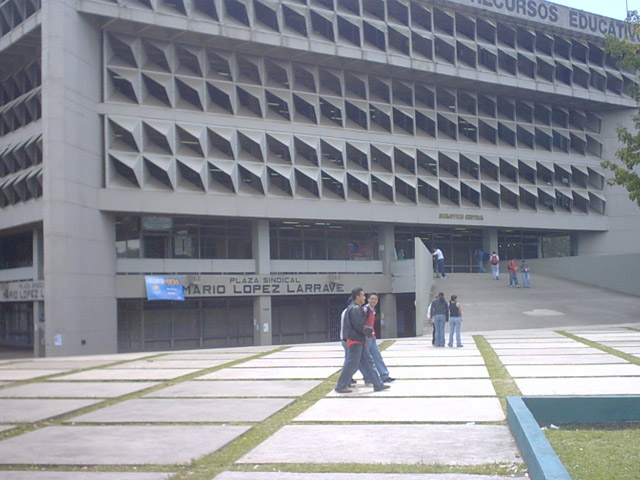
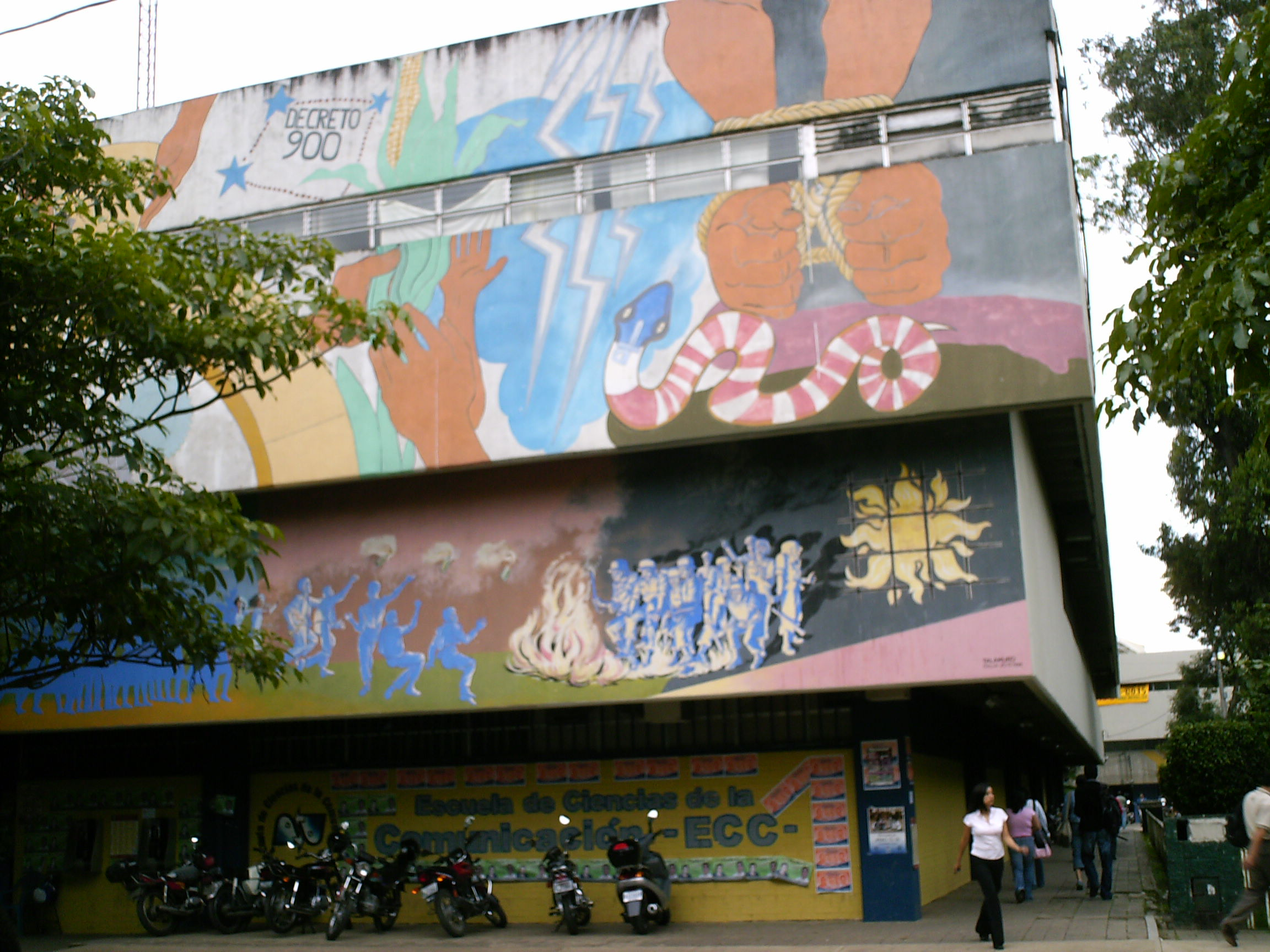
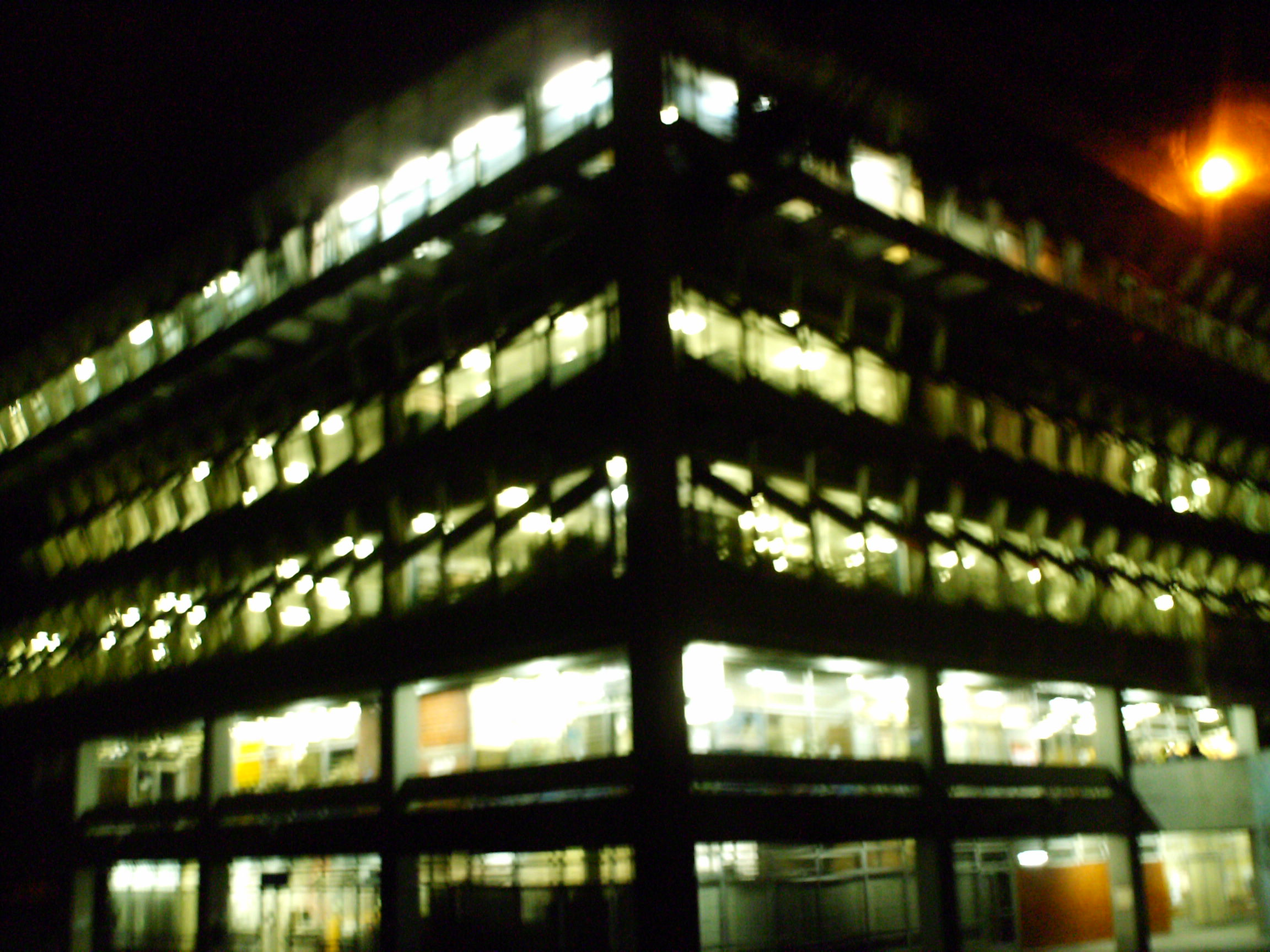
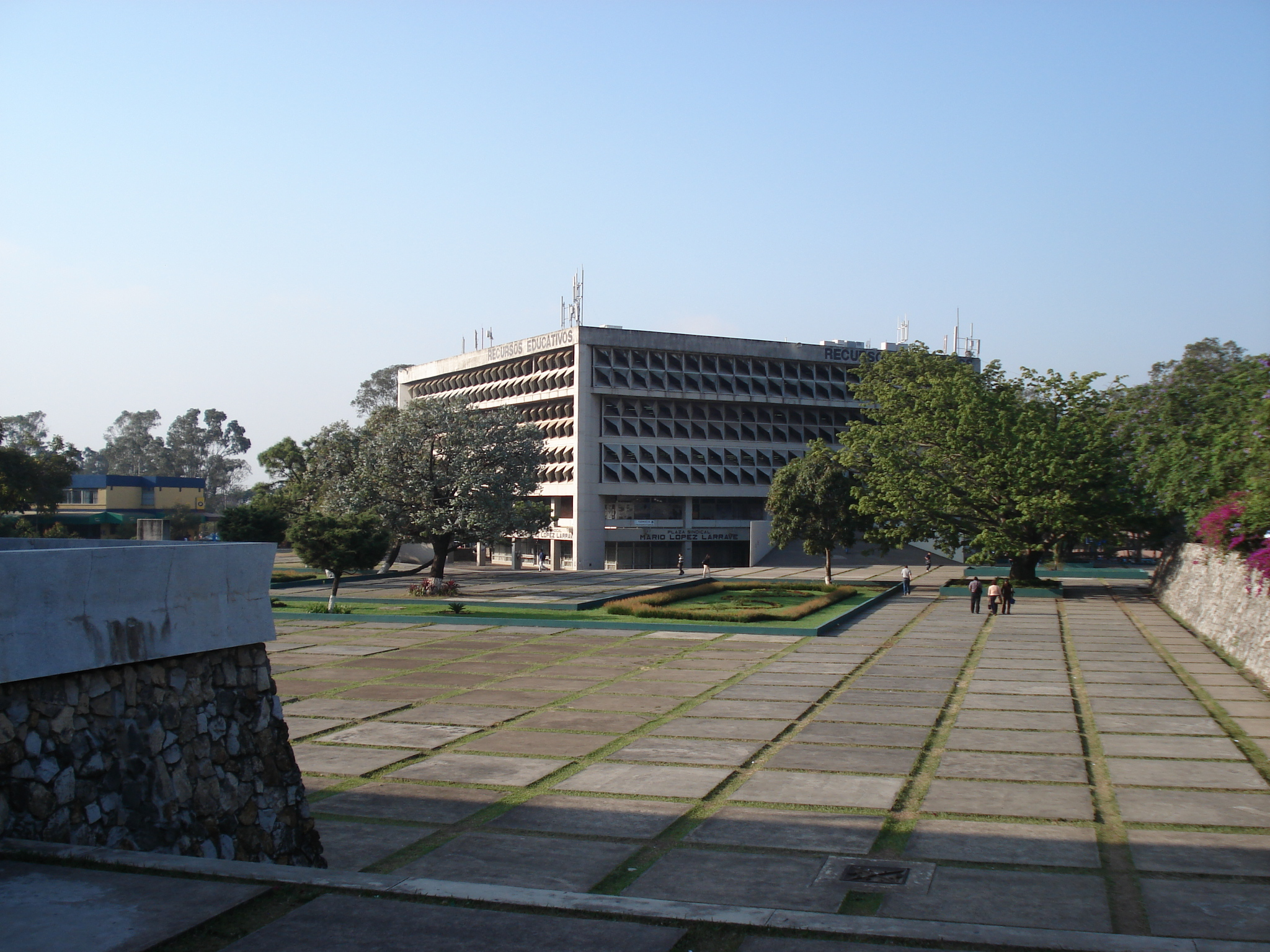
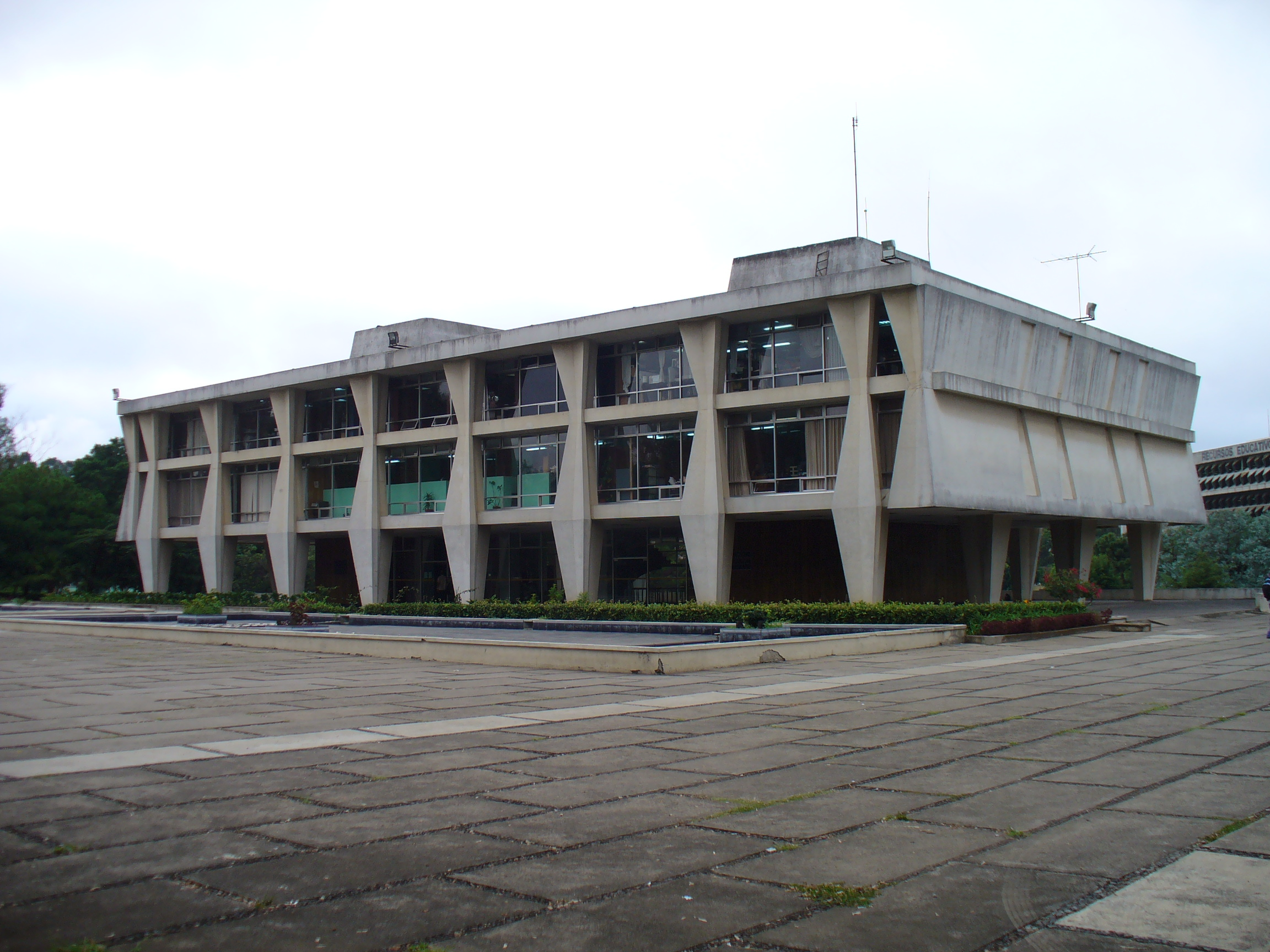